# Tomás Boy
Tomás Juan Boy Espinoza (* 28. Juni 1952 in Mexiko-Stadt; † 8. März 2022 in Acapulco), auch bekannt als Tomás Boy, war ein mexikanischer Fußballspieler und Fußballtrainer. Als eleganter und kreativer Spielmacher, mit hervorragenden technischen Fähigkeiten und Weitblick, galt Boy als einer der besten mexikanischen Mittelfeldspieler aller Zeiten. Er absolvierte mehr als 50 Länderspiele für sein Heimatland.

## Spielerkarriere
Tomás Boy begann seine Profikarriere bei Atlético Español, einem in seiner damaligen Heimatstadt ansässigen Verein. Zur Ikone wurde er aber bei den UANL Tigres, einem Verein im Norden Mexikos. Boy hatte erheblichen Anteil an den bis dahin einzigen Meistertiteln der Tigres in den Jahren 1978 und 1982. Aber nicht nur deshalb galt er als der beste Spieler, der jemals das Trikot dieses Vereins trug.
Der über eine exzellente Ballbehandlung verfügende Tomás Boy war auch Mannschaftskapitän der mexikanischen Nationalmannschaft, die die Fußball-Weltmeisterschaft 1986 im eigenen Land bestritt. Folgerichtig wirkte er zwar auch in allen fünf WM-Spielen der Mexikaner mit, bestritt jedoch nur das Gruppenspiel gegen den WM-Neuling Irak in voller Länge und war ansonsten stets vorzeitig ausgewechselt worden. Immerhin war Boy zu jener Zeit schon fast 33 Jahre alt.

## Trainerkarriere
Im Jahr 1988 ersetzten die San Jose Earthquakes ihren bisherigen Cheftrainer Barney Boye durch Tomás Boy, der jedoch nur einige wenige Spiele an der Seitenlinie stand, bevor er selbst entlassen wurde.
Zwei Jahre später wurde Boy als neuer Trainer von Tampico-Madero verpflichtet, nachdem sein Vorgänger Hugo Fernández am dreizehnten Spieltag entlassen wurde. Er verlor sein Debüt gegen die UAT Correcaminos mit 0:1 und gewann anschließend nur sieben der 26 folgenden Spielen (acht Unentschieden und elf Niederlagen).
Zur Saison 1991/92 unterzeichnete er am 21. Spieltag einen Vertrag bei Querétaro, wo er anschließend insgesamt sechs Siege, fünf Unentschieden und sieben Niederlagen einfahren konnte. Nach fünfzehn Niederlagen aus 26 Spielen, wurde er in der Folgesaison entlassen.
Nach drei Jahren ohne einen Job, wurde Boy in der laufenden Saison 1995/96 als neuer Trainer von Veracruz vorgestellt, blieb dort jedoch nur für die laufende Spielzeit.
Am fünften Spieltag der Saison 1996/97 wurde er Cheftrainer bei Atlético Morelia. In dreizehn Spielen gewann Boys Team drei Mal (zwei Unentschieden und acht Niederlagen), bevor man sich in einer stärkeren Rückrunde für die Endrunde qualifizieren konnte. Im Halbfinale traf Morelia auf Guadalajara, musste sich jedoch nach Hin- und Rückspiel geschlagen geben.
Nach der Erfolgreichen Saison wurde Boy als neuer Trainer von CF Monterrey vorgestellt. Nach zwei mittelmäßigen Saisons, in welchen Monterrey jeweils den Einzug in die Endrunde verpasste, kehrte Boy wieder nach Morelia zurück, wo er zwei Jahre im Amt blieb. Der Verein kam unter der Führung von Boy in allen vier Saisons nicht über die erste Runde hinaus.
In den folgenden sieben Jahren folgten drei kurze Intermezzi bei Puebla, Veracruz und Atlas Guadalajara, bevor er 2009 erneut zu Atlético Morelia zurückkehrte. Obwohl man die Play-offs verpasste, wurde sein Vertrag um ein weiteres Jahr verlängert. In der Clausura 2011 führte Boy die Mannschaft in die Liguilla, wo man América im Viertelfinale besiegen konnte. Nach einer 0:2-Auswärtsniederlage im Halbfinale, konnte das Rückspiel gegen Cruz Azul mit 3:0 gewonnen werden, was gleichbedeutend mit Boys erstem Finaleinzug in der Primera División war. Boy verpasste aufgrund einer Sperre beide Finalspiele, in welchen man sich nach einem 1:1-Unentschieden und einer 1:2-Niederlage gegen UNAM geschlagen geben musste. Nach einer weiteren Saison trat er 2012 zurück.
Im Anschluss an seine Amtszeit war Boy als Fußballexperte bei ESPN Mexiko tätig, verließ den Sender jedoch nach nur kurzer Zeit, um zum zweiten Mal in seiner Karriere als Atlas-Trainer zu arbeiten.
Zur Saison 2012/13 rette Boy das Team vor dem Abstieg, bevor er schließlich wieder zum Sender ESPN zurückkehrte.
Nach einem dritten Engagement bei Atlas Guadalajara und zwei kurzen Beschäftigung bei Cruz Azul und Deportivo Guadalajara, folgte 2020 seine letzte Trainerstation in Mazatlán. Nach nur knapp einem halben Jahr gab der Präsident des Klubs bekannt, dass Boy nicht als Cheftrainer weiterarbeiten werde.

## Erfolge

### Als Spieler
- Mexikanischer Meister: 1977/78, 1981/82
- Mexikanischer Pokalsieger: 1975/76